# Ліцинії (рід)
Ліцинії — відомий патриціанський та плебейський рід часів Римської республіки та Імперії. Мав етруське походження. Пересилився до Риму за часів Тарквінія II Гордого. Його представники багато разів займали найвищі посади в державі. Когноменами роду були: Красс, Кальв, Лукулл, Макр, Мурена, Нерва, Гета, Вар.

## Найвідоміші Ліцинії
- Гай Ліциній, народний трибун 493 року до н. е.
- Публій Ліциній, народний трибун 493 року до н. е.
- Публій Ліциній Кальв Есквілін, 1-й військовий трибун з консульською владою в 400 році до н. е.
- Гай Ліциній Кальв Столон, народний трибун 376 року до н. е., у 367 році до н. е. домігся прийняття законів, що скасовували монополію патриціїв на політичні права і дозволяли плебеям обіймати посади вищих магістратур.
- Гай Ліциній Вар, консул 236 року до н. е.
- Публій Ліциній Красс Дів (240—183 роки до н. е.), консул 205 року до н. е., великий понтифік, начальник кінноти при диктаторі Квінті Фульвії Флаккі у 210 році до н. е., учасник Другої пунічної війни.
- Публій Ліциній Красс Муціан (182—130 роки до н. е.) — великий понтифік з 132 до 130 року до н. е., консул 131 року до н. е., прихильник  реформ Тіберія Семпронія Гракха.
- Публій Ліциній Красс Дів (бл. 144 до н. е. — після 100 до н. е.) — претор 104 року до н. е., ініціатор прийняття закону проти розкоші, що обмежував витрати на бенкети.
- Гай Ліциній Гета, консул 116 року до н. е.
- Ліцинія, весталка у 113 році до н. е.
- Публій Ліциній Красс Дів, консул 97 року до н. е., прибічник Луція Сулли.
- Луцій Ліциній Красс, консул 95 року дон. е., цензор 92 року до н. е., один з лідерів оптиматів, видатний красномовець.
- Луцій Ліциній Лукулл, консул 74 року до н. е., воював з Мітридатом VI, царем Понту.
- Луцій Ліциній Мурена, учасник війни з Мітридатом VI, царем Понту.
- Марк Ліциній Красс, консул 70 та 50 років до н. е., член Першого триумвірату, придушив повстання Спартака.
- Гай Луцилій Кальв, відомий красномовець, поет, друг Катулла.
- Авл Ліциній Нерва Сіліван, консул 7 року.
- Марк Ліциній Красс Фругі, консул 27 року, у 41 році завоював Мавританію, у 43 році брав участь в одному з походів на Британію.
- Гай Ліциній Муціан (д/н — 76), намісник Сирії у 67-70 роках, прихильник імператора Веспасіана, тричі консул-суффект (64, 70 та 72 років), письменник-антиквар, географ.